# Eusarcus sulcatus
Eusarcus sulcatus is een hooiwagen uit de familie Gonyleptidae.